# وپی اینا
وپی اینا (به انگلیسی: Vapi INA) یک زیستگاه انسانی در هند است که در Valsad district واقع شده‌است.

## خصوصیات
وپی اینا ۲۳٬۸۴۵ نفر جمعیت دارد.